# Gatterstädt
Gatterstädt is een plaats en voormalige gemeente in de Duitse deelstaat Saksen-Anhalt, en maakt deel uit van de Landkreis Saalekreis.
Gatterstädt telt 892 inwoners.

## Geschiedenis
Op 5 november 1995 is de toenmalige zelfstandige gemeente Gatterstädt geannexeerd door de eenheidsgemeente Querfurt.

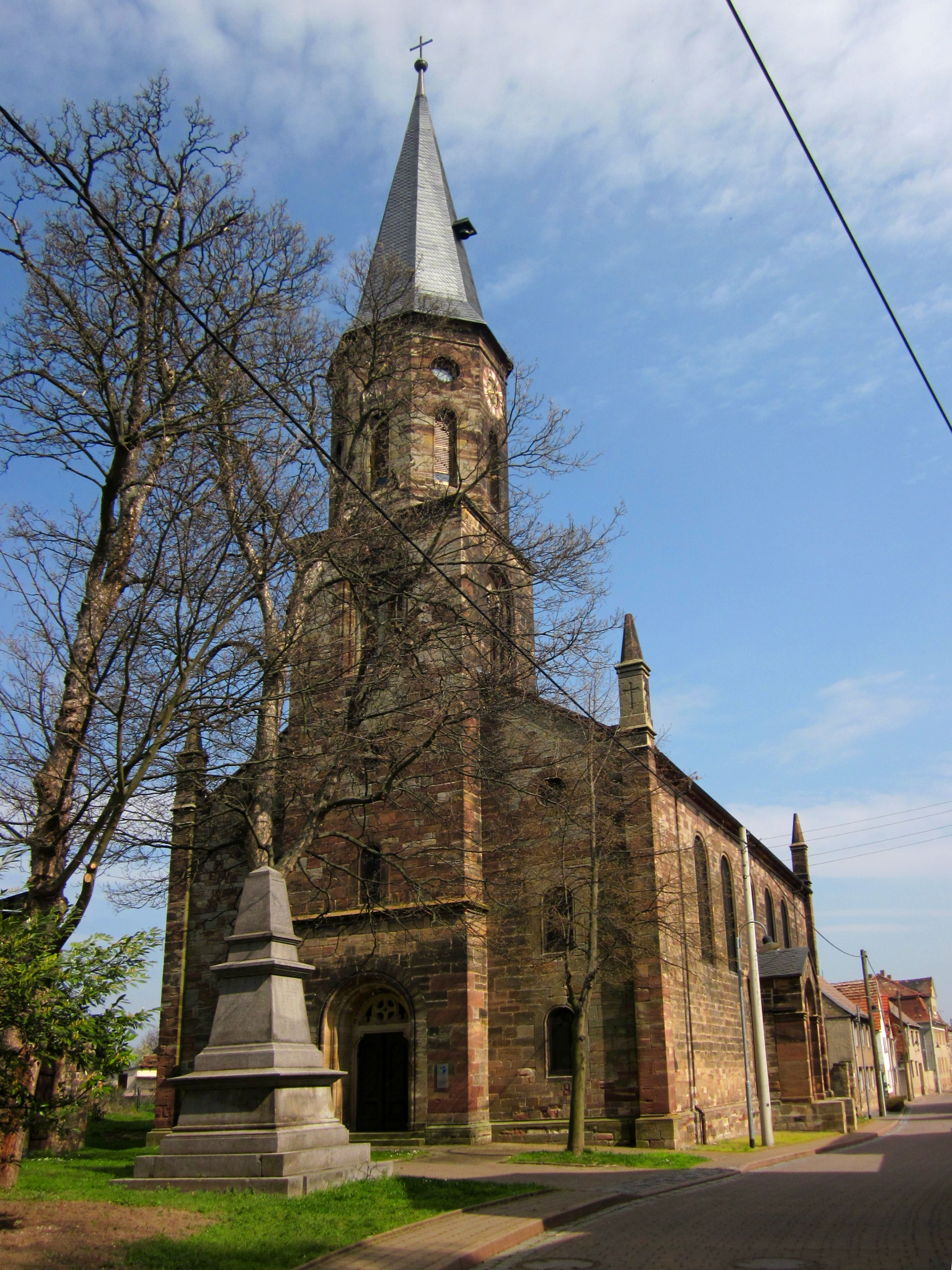
Kerk in Gatterstädt